# Oxidercia dorcanderalis
Oxidercia dorcanderalis là một loài bướm đêm trong họ Noctuidae.